# Čakova
Čakova este o localitate din comuna Sveti Jurij ob Ščavnici, Slovenia, cu o populație de 82 de locuitori.